# فهرست سرزمین‌هایی که پرتغالی یک زبان رسمی در آنجا است

در اینجا فهرست سرزمین‌هایی که زبان رسمی‌شان پرتغالی است ارائه شده‌است. پرتغالی در کشورهای آنگولا، برزیل، کیپ ورد، تیمور شرقی، گینه بیسائو، ماکائو، موزامبیک، پرتغال، سائوتومه و پرنسیپ صحبت می‌شود. با اینکه پرتغال نام زبان را به یدک می‌کشند اما با توجه به جمعیت کشورهای دیگر پرتغالی‌زبان از جمله برزیل و موزامبیک، بیشتر پرتغالی زبان‌ها خارج از کشور پرتغال هستند و فقط ۵٪ از پرتغالی‌زبان‌ها در پرتغال زندگی می‌کنند.

## فهرست کشورها و سرزمین‌ها

پراکندگی پرتغالی در جهان

| کشور              | موقعیت                         | جمعیت (تخمین ژوئیه ۲۰۱۷) | وضعیت                                                       |
| ----------------- | ------------------------------ | ------------------------ | ----------------------------------------------------------- |
| برزیل             | آمریکای جنوبی                  | ۲۰۷٬۳۵۳٬۳۹۱              | زبان مادری اکثریت جمعیت                                     |
| آنگولا            | جنوب آفریقا                    | ۲۹٬۳۱۰٬۲۷۳               | زبان مادری اقلیت قابل توجهی از جمعیت؛ زبان دوم اکثریت جمعیت |
| موزامبیک          | جنوب آفریقا                    | ۲۶٬۵۷۳٬۷۰۶               | زبان مادری اقلیت قابل توجهی از جمعیت                        |
| پرتغال            | شبه‌جزیره ایبری، جنوب غرب اروپا | ۱۰٬۸۳۹٬۵۱۴               | زبان مادری اکثریت جمعیت                                     |
| گینه بیسائو       | غرب آفریقا                     | ۱٬۷۹۲٬۳۳۸                | زبان مادری اقلیت قابل توجهی از جمعیت                        |
| تیمور شرقی        | آسیا/اقیانوسیه                 | ۱٬۲۹۱٬۳۵۸                | زبان مادری اقلیت کوچکی از جمعیت                             |
| گینه استوایی      | مرکز آفریقا                    | ۷۷۸٬۳۵۸                  | زبان مادری اقلیت قابل توجهی از جمعیت                        |
| ماکائو            | جنوب شرق چین                   | ۶۰۱٬۹۶۹                  | زبان مادری اقلیت کوچکی از جمعیت                             |
| دماغه سبز         | اقیانوس اطلس مرکزی، غرب آفریقا | ۵۶۰٬۸۹۹                  | زبان دوم اکثریت جمعیت                                       |
| سائوتومه و پرنسیپ | خلیج گینه، مرکز آفریقا         | ۲۰۱٬۰۲۵                  | زبان مادری اکثریت جمعیت                                     |
| کل                |                                | حدود ۲۸۰ میلیون          | جامعه کشورهای پرتغالی‌زبان                                   |